# Wouter III van Brienne
Wouter III van Brienne (?, ? - Sarno, 14 juni 1205) was de oudste zoon van Everhard II van Brienne en van Agnes van Montfaucon. Hij volgde zijn vader in 1191 op als graaf van Brienne.
Wouter was gehuwd met Maria Elvira van Hauteville, dochter van Tancred van Sicilië en zuster van de afgezette koning Willem III van Sicilië. Hij werd de vader van:
- Wouter IV
- Anais, gehuwd met Balian I van Sidon.

Vermits Wouter door paus Innocentius III erkend werd als heer van Taranto, hertog van Apulië en graaf van Lecce, nam hij ook de titel aan van "koning van Sicilië". Wouter viel in 1205 in een hinderlaag van Diephold van Voburg, viel in Duitse handen en stierf.